# Gorybia semiopaca
Gorybia semiopaca är en skalbaggsart som beskrevs av Martins 1976. Gorybia semiopaca ingår i släktet Gorybia och familjen långhorningar. Inga underarter finns listade i Catalogue of Life.